# Ron Asheton
Ronald Frank Asheton (n. 17 iulie 1948; cca. 6 ianuarie 2009) a fost un chitarist american și totodată textier împreună cu Iggy Pop în trupa rock, The Stooges.
Asheton a fost clasat pe locul 29 în lista celor mai buni 100 de chitariști ai tuturor timpurilor, listă realizată de revista Rolling Stone.
1. 1 2  Autoritatea BnF, accesat în 10 octombrie 2015
2. ↑  Ron Asheton, Discogs, accesat în 9 octombrie 2017
3. ↑  Ron Asheton, Find a Grave, accesat în 9 octombrie 2017
4. ↑  „Ron Asheton”, Gemeinsame Normdatei, accesat în 27 aprilie 2014
5. ↑  Ron Asheton, Encyclopædia Britannica Online, accesat în 9 octombrie 2017
6. ↑  „Ron Asheton”, Internet Movie Database, accesat în 28 noiembrie 2019
7. 1 2  Montreux Jazz Festival Database[*] Verificați valoarea |titlelink= (ajutor);